# Martin Pluntke
Martin Pluntke (* um 1982) ist ein deutscher Breakdancer. Er gehört zur Breakdance-Crew Da Rookies und war Europa- und Weltmeister.
Er erlernte den Beruf des Krankenpflegers.  Als Tänzer gehörte er der Crew The Real Fresh an, die sich 1999 mit einer weiteren Formation zu den Da Rookies zusammenschloss. 2005 wurde er Europa- und 2006 Weltmeister.
2006 trug sich Pluntke in das Goldene Buch der Stadt Magdeburg ein.
Er beendete 2008 seine Tanzkarriere und arbeitet seit 2009 als Film- und Videoeditor. 